# Czereszeńky (obwód chersoński)
Czereszeńky (ukr. Черешеньки) – osiedle na południu Ukrainy, w obwodzie chersońskim, w rejonie biłozerskim. 182 mieszkańców.